# Maximiliaan le Maire
Maximiliaan Isaacz. le Maire of Maximiliaen le Meere (Amsterdam, 28 februari 1606 – 1654?) was een van de vele kinderen van Isaac le Maire. Hij was de broer van Jacob le Maire, de ontdekker van Kaap Hoorn, die zijn jongere broer Daniel meenam op een spraakmakende wereldreis. Hoewel hun vader sinds 1605 met de VOC in onmin leefde, trad ook Maximiliaen Le Maire in dienst bij de compagnie. Maximiliaan was in 1641 ruim acht maanden VOC-opperhoofd van Dejima in Japan en tussen februari 1643 en 1644 was hij provisioneel gouverneur op Nederlands-Formosa tot de komst van François Caron.

## Hirado en Dejima

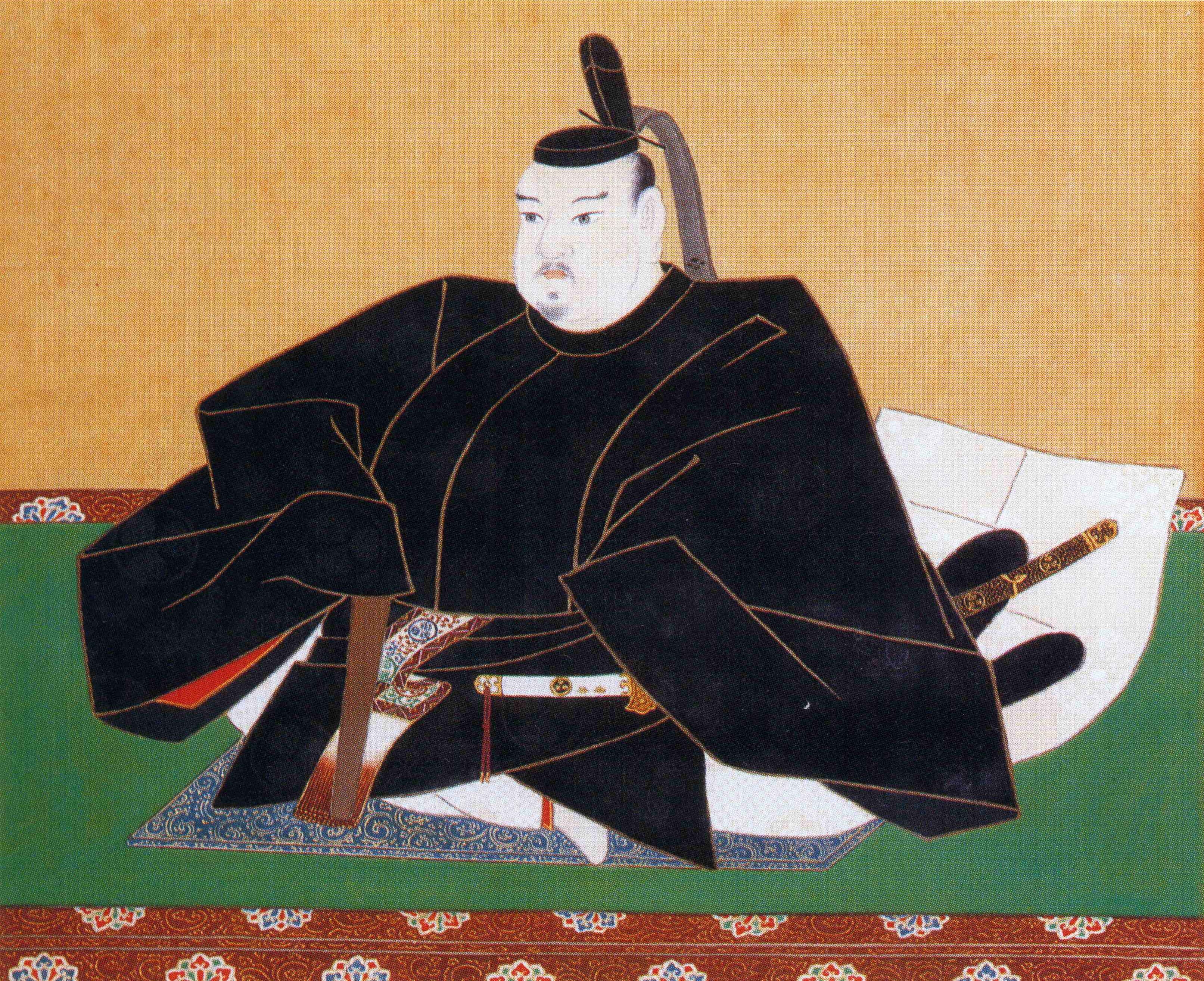
De derde shogun van het Tokugawa-shogunaat, Tokugawa Iemitsu

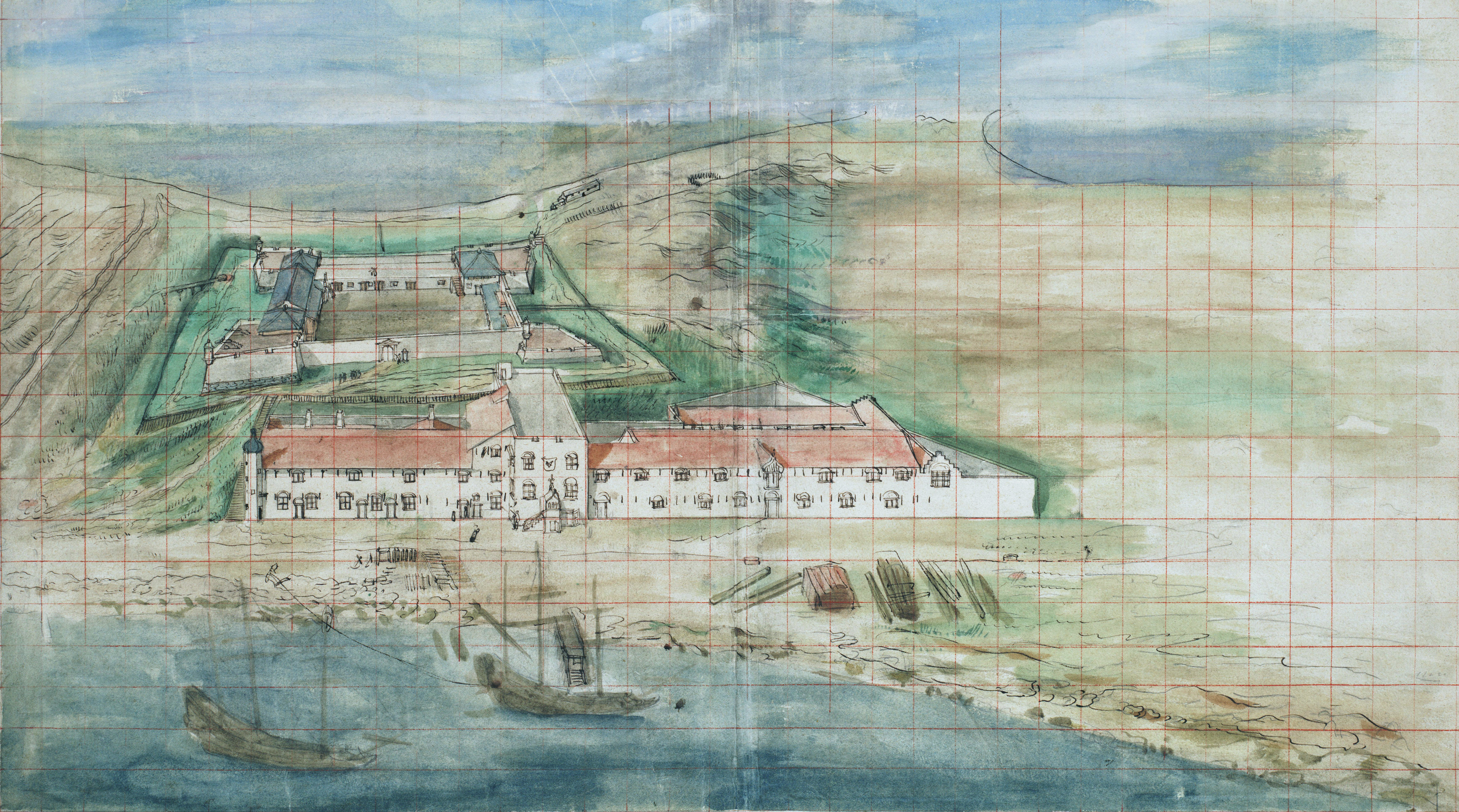
Overzicht van Fort Zeelandia in Tainan, Taiwan, ca. 1635, 73 × 103 cm, Nationaal Archief, Den Haag, Nederland

Van de jeugd van Maximiliaan is niet veel bekend. Hij was nog minderjarig toen zijn vader overleed. In 1630 zou hij onderkoopman op de Medemblik zijn geweest. In juni 1633 werd Maximiliaen voor de VOC koopman in Malabar en Mozambique. Tussen 1634 en 1636 was hij in Holland. Maximiliaan le Maire was vanaf 14 februari 1641 opperhoofd van Hirado. Er waren ongeveer twintig Nederlanders op het eiland woonachtig: vier opperkooplieden, een koopman, drie onderkooplieden, een chirurg, een aantal assistenten en jongens in opleiding.
Hij bezocht Edo van 11 april tot 19 mei, en hij ontmoette er verschillende hooggeplaatste ambtenaren, maar niet Tokugawa Iemitsu, de shogun. Hij kreeg opdracht om de handelspost van Hirado te verplaatsen naar Dejima, en toestemming om Spaanse en Portugese schepen met bestemming Japan aan te vallen. Op 9 juni bezocht Le Maire Dejima om de verhuizing voor te bereiden. Op het kunstmatige eiland stonden zeven woonhuizen en acht pakhuizen, die allen onbezet waren. De verhuizing begon op 12 juni. Hij koos zelf de grootste en de beste woning als zijn huis. Zijn medewerkers kregen een woning vlakbij in de straat van oost naar west. Men gebruikte de begane grond voor het opslaan van spullen, waardoor de eerste verdieping als eigenlijke woonruimte diende.
Le Maire moest zich aan het pancadosysteem rond de zijde-import houden, zoals dat voorheen aan de Portugezen was opgelegd. Hij moest tevens alle Japanse klerken op de factorij ontslaan, en het werd verboden om in de omgeving van Nagasaki trompet te blazen. Hij en zijn opvolgers werden verplicht de shogun te bezoeken, een jaarlijkse hofreis te maken. Als de Hollanders op het eiland aankwamen moesten ze hun bijbels inleveren, die in een kuip werden verpakt en opgeborgen. Ze mochten geen zondag vieren, er moest gewoon - zoals in Japan nog lang gebruikelijk was - gewerkt worden. Ze mochten hun doden niet begraven, maar moesten de lichamen in zee werpen, een regel die mogelijk in 1654 werd ingetrokken. Iedere verwijzing naar de christelijke godsdienst was verboden. Dat het opperhoofd, maar misschien ook de anderen, ieder jaar moest worden vervangen had te maken met het voorkomen van al te nauwe banden met de Japanse ambtenaren.
Zijn termijn als opperhoofd van Dejima liep eind oktober 1641 af.

## Formosa
Maximiliaan le Maire werd op 1 november 1641 opgevolgd door Johan van Elseracq en vertrok via Batavia naar Fort Zeelandia (Taiwan), van waaruit de handel op Dejima werd gecoördineerd. In de 37 jaar durende Hollandse aanwezigheid op Taiwan zijn door gezamenlijke inspanning van Hollanders en Chinezen belangrijke veranderingen doorgevoerd: nieuwe gewassen werden geïntroduceerd en steden, waterwerken, polders, bruggen en wegen werden aangelegd. Op Taiwan zijn meerdere polders ontstaan, toentertijd met Hollandse namen, waaronder Lemaires Polder ofte Siamsiamticke. Le Maire diende als tweede man onder Caron en schreef in 1644 een overzicht van alle aanwezige schilderĳen, prenten en (geografische) kaarten aanwezig in het gouverneurshuis in Fort Zeelandia voor zĳn opvolger François Caron.
In 1643/44 trouwde hij op Taiwan met Cornelia van Cleeff (dochter van Aletta Spiering-Schouten, uit haar eerdere huwelijk met Van Cleeff). Cornelia overleed al in 1644. In 1645 werd hij benoemd tot vicepresident van de Raad van Justitie. In december 1645 zeilde hij naar het vaderland als commandeur of bevelhebber van de retourvloot, met aan boord, Maria van Aelst de weduwe van Antonie van Diemen en Nicolaas de Graaff als chirurgijn. Na een half jaar kwamen de schepen aan op Texel. In maart 1647 hertrouwde hij in de Grote kerk in Den Haag met Geertrui van Mierop (- 27 juni 1673). Le Maire gaf op als commandeur werkzaam te zijn en woonde op de Prinsengracht bij zijn zuster Helena. In datzelfde jaar kocht hij een huis met boomgaard in Egmond aan den Hoef en al in oktober kwam zijn enige kind, Maria, ter wereld.
In mei 1650 ging hij opnieuw naar Indië op het schip De Olifant, samen met zijn vrouw. Het is niet bekend waar en wanneer Maximiliaan Le Maire kwam te overlijden, maar hij maakte op 17 juni 1650 zijn testament op ten overstaan van onderkoopman Jacobus Ablijn. Zijn zwager Paulus de Hooghe werd in 1654 voogd over Maria le Maire. De weduwe hertrouwde in 1656 in Den Haag met de schatrijke Cornelis van der Lijn. Maria le Maire (Alkmaar 1647-Den Haag 1721) was de enige erfgenaam van haar vader, Maximiliaan le Maire.